# NARI Technology
NARI Technology Company Limited — китайский разработчик и производитель оборудования и программного обеспечения для энергетики и транспорта; также компания предоставляет услуги по системной интеграции. Штаб-квартира расположена в Нанкине. Входит в число крупнейших публичных компаний страны (в 2023 году заняла 1180-е место в рейтинге Forbes Global 2000). 

## История
NARI Technology была основана в феврале 2001 года при поддержке State Grid Corporation of China; в октябре 2003 года акции компании стали котироваться на Шанхайской фондовой бирже. В 2023 году британская энергетическая компания National Grid разорвала контракт с NARI Technology из-за опасений за безопасность собственной электросети.

## Деятельность
NARI Technology производит системы автоматизации, управления и контроля для тепловой и зелёной энергетики, нефтехимической промышленности и железнодорожного транспорта, энергосберегающее оборудование. Основная продукция — автоматические системы для диспетчерских, электростанций, подстанций и распределительных сетей; системы измерения и контроля энергопотребления (в том числе программируемые логические контроллеры); биполярные транзисторы с изолированным затвором для электроники, применяемой в энергетическом секторе.
По состоянию на 2022 год основные продажи NARI Technology пришлись на системы автоматизации электросетей и промышленного контроля (54,6 %), системы информационной коммуникации для энергетического оборудования (18,1 %), системы релейной защиты и гибкой передачи электроэнергии (13,6 %), оборудование для электрической генерации, водного хозяйства и охраны окружающей среды (9,1 %), системную интеграцию (4,5 %). Основным рынком сбыта являлся Китай (98,5 %).

## Акционеры
NARI Technology находится под контролем NARI Group Corporation, аффилированной с State Grid Corporation of China. Основными институциональными инвесторами NARI Technology являются CPP Investment Board (0,89 %), JPMorgan Asset Management (0,77 %), China Asset Management (0,69 %), Vontobel Asset Management (0,47 %) и Hermes Investment Management (0,47 %).